# Other People
Pour plus de détails, voir Fiche technique et Distribution.
Other People est une comédie dramatique américaine écrite et réalisée par Chris Kelly (en), sortie en 2016. Il s'agit du premier long métrage et d’un regard sur la vie familiale semi-autobiographique du réalisateur-scénariste, notamment la mort de sa mère en 2009.

## Synopsis
David (Jesse Plemons), un homosexuel de vingt-neuf ans, déménage à Sacramento pour prendre soin de sa mère Joanne (Molly Shannon) qui est en plein stade du léïomyosarcome. Pour lui, c'est encore compliqué d’être à la maison malgré religion et conservatisme, ainsi que le refus de son père d'accepter sa sexualité. Alors que Joanne lutte contre la chimiothérapie, elle décide d'arrêter tout traitement et commence à décliner…

## Fiche technique
- Titres original et français : Other People
- Réalisation et scénario : Chris Kelly
- Direction artistique : Tracy Dishman
- Décors : Leigh Poindexter
- Costumes : Kerry Hennessy
- Photographie : Brian Burgoyne
- Montage : Patrick Colman
- Musique : Julian Wass
- Production : Adam Scott, Naomi Scott et Sam Bisbee
- Sociétés de production : Park Pictures et Gettin' Rad Productions
- Sociétés de distribution : Vertical Entertainment (États-Unis)
- Pays d'origine :  États-Unis
- Langue originale : anglais
- Format : couleur
- Genre : comédie dramatique
- Durée : 97 minutes
- Dates de sortie[2] :
  - États-Unis : 21 janvier 2016 (Festival du film de Sundance) ; 9 septembre 2016 (sortie nationale)

## Distribution
- Jesse Plemons : David Mulcahey
- Molly Shannon : Joanne Mulcahey
- Bradley Whitford : Norman Mulcahey
- Maude Apatow : Alexandra Mulcahey
- John Early : Gabe
- Zach Woods : Paul
- Madisen Beaty : Rebeccah Mulcahey
- J. J. Totah : Justin
- June Squibb : Ruth-Anne
- Paul Dooley : Ronnie
- Retta : Nina
- Matt Walsh : Steve
- Paula Pell as Aunt Patti
- Colton Dunn : Dan
- Nicole Byer : Charlie
- Lennon Parham : Vicki
- Rose Abdoo : Anne
- D'Arcy Carden : Jessica

## Production
Le film est librement inspiré de la mort de la mère du réalisateur-scénariste Chris Kelly (en) en 2009, des suites d'un cancer.

## Accueil
Other People sort en avant-première le 21 janvier 2016 au festival du film de Sundance, avant sa sortie nationale le 9 septembre 2016 aux États-Unis.

## Distinctions

### Récompenses
- Festival du film de Nantucket 2016 : Meilleur film narratif pour Justin Kelly

- Cérémonie des Independent Spirit Awards 2017 : Meilleure actrice dans un second rôle pour Molly Shannon

- GLAAD Media Awards 2017 : Meilleur film pour Justin Kelly

### Nominations
- Festival du film de Sundance 2016 : Grand prix du jury du meilleur film dramatique pour Justin Kelly

- Cérémonie des Independent Spirit Awards 2017 :
  - Meilleur film pour Justin Kelly
  - Meilleur acteur pour Jesse Plemons
  - Meilleur premier scénario pour Justin Kelly